# Austin Osprey
Austin A.F.T.3 Osprey là một mẫu thử máy bay tiêm kích ba tầng cánh của Anh trong Chiến tranh thế giới I.

## Tính năng kỹ chiến thuật
Dữ liệu lấy từ British Aeroplanes 1914-18 
Đặc điểm tổng quát
- Kíp lái: 1
- Chiều dài: 17 ft 7 in (5,36 m)
- Sải cánh: 23 ft (7,01 m)
- Chiều cao: 10 ft 8 in (3,25 m)
- Diện tích cánh: 233 ft² (21,7m²)
- Trọng lượng rỗng: 1.106 lb (503 kg)
- Trọng lượng có tải: 1.888 lb (858 kg)
- Động cơ: 1 × Bentley BR2, 230 hp (172 kW)

 Hiệu suất bay 
- Vận tốc cực đại: 118,5 mph (103 knot, 191 km/h) trên độ cao 10.000 ft (3.050 m)
- Trần bay: 19.000 ft (5.790 m)
- Thời gian bay: 3 h
- Lên độ cao 10.000 ft (3.050 m): 10 phút 20 giây

Trang bị vũ khí

- Súng: 2× Súng máy Vickers .303 in và 1× Súng máy Lewis .303 in